# 帕特里克·弗朗西斯·希利
帕特里克·弗朗西斯·希利（英語：Patrick Francis Healy，1830年2月27日—1910年1月10日）美国乔治城大学第二十九任校长，曾与美国内战后扩建了该学校。他被认为是一位爱尔兰裔美国人。美国国家历史名胜希利堂是在他的任期内建造并以他的名字命名的。自1960年以来，希利的混血身份开始为更多人所知。他被认为是美国历史上第一位获得博士学位的具有非裔背景的美国人。